# فانی دوراک
فانی دوراک (به انگلیسی: Fanny Durack) (زادهٔ ۲۷ اکتبر ۱۸۸۹) شناگر اهل استرالیا است.